# Блюменталь-Тамарина, Мария Михайловна
Мари́я Миха́йловна Блюмента́ль-Тама́рина (урождённая Климова; 4 (16) июля 1859, Санкт-Петербург, Российская империя — 16 октября 1938, Москва, СССР) — русская и советская актриса театра и кино. Народная артистка СССР (1936), одна из первых 13 человек, удостоенных этого звания.

## Биография
Родилась 4 (16) июля 1859 года в Санкт-Петербурге, в семье бывшего крепостного крестьянина, управлявшего домами помещика Кашина.
В 1875 году окончила Мариинскую женскую гимназию в Санкт-Петербурге, получив диплом домашней учительницы.
С 1885 года начала играть на любительской сцене. В 1887 году дебютировала в профессиональном Летнем театре в Петровском парке Москвы (роль Китти в спектакле «Кин, или Беспутство и гений» по пьесе А. Дюма-отца). В 1889 году играла в «Театре мелодрам и разных представлений» (бывший театр «Скоморох»), возглавляемом М. В. Лентовским.

Могила Блюменталь-Тамариной на Новодевичьем кладбище Москвы.

В 1890—1901 годах много гастролировала, играя в провинциальных театрах Тифлиса, Владикавказа, Ростова-на-Дону, Харькова.
Вернувшись в Москву, в 1901—1914 и 1921—1933 годах — актриса Театра Корша (с 1920 — «3-й театр РСФСР. Комедия», с 1925 — «Комедия (бывший Корш)», позднее Московский драматический театр). В 1914—1915 годах — актриса Театра Суходольских, в 1918—1920 — Показательного государственного театра.
Огромную роль в творчестве актрисы сыграл режиссёр Н. Н. Синельников, с которым она работала с 1894 по 1910 годы.
В 1933—1938 годах — актриса Малого театра в Москве.
Характерной особенностью сценической деятельности актрисы было то, что она играла возрастные роли.
Дебют в кино состоялся в 1911 году.
Скончалась 16 октября 1938 года в Москве. Похоронена на Новодевичьем кладбище.

## Личная жизнь
- Муж (с 1878) — Александр Эдуардович Блюменталь-Тамарин (ум. 1911), актёр.
- Сын — Всеволод Александрович Блюменталь-Тамарин (1881—1945), актёр, заслуженный артист РСФСР (1926), во время Великой Отечественной войны перешёл на сторону немцев, сотрудничал с нацистским министерством пропаганды.

## Награды и звания
- Заслуженная артистка РСФСР (1925)
- Народная артистка РСФСР (1928)
- Народная артистка СССР (1936)
- Орден Ленина (23 сентября 1937) — за выдающиеся заслуги в деле развития русского театрального искусства
- Орден Трудового Красного Знамени (23 февраля 1937) — в связи с 50-летием сценической деятельности

## Творчество

### Роли в театре
- 1882 — «Женитьба» Н. В. Гоголя — Фёкла
- 1891 — «Без вины виноватые» А. Н. Островского — Галчиха
- 1894 — «Гроза» А. Н. Островского — Феклуша
- 1894 — «Таланты и поклонники» А. Н. Островского — Домна Пантелевна
- 1896 — «Волки и овцы» А. Н. Островского — Анфуса
- 1896 — «Власть тьмы» Л. Н. Толстого — Матрёна
- 1896 — «Дядя Ваня» А. П. Чехова — няня Марина
- 1896 — «Гроза» А. Н. Островского — Кабаниха
- 1901 — «Дети Ванюшина» С. А. Найдёнова — Арина Ивановна
- 1909 — «Дни нашей жизни» Л. Н. Андреева — Елизавета Антоновна
- 1936 — «Слава» В. М. Гусева — Мотылькова
- 1937 — «На берегу Невы» К. А. Тренёва — Князева
- «Ревизор» Н. В. Гоголя — Пошлёпкина

### Роли в кино
- 1911 — Живой труп — Лиза
- 1916 — Весёлый питомничек — Анна Марковна Казельская, начальница закрытого пансиона
- 1916 — Звезда, блеснувшая вдали — мать артистки Элизы, старая сводня
- 1923 — Комбриг Иванов — попадья
- 1923 — На крыльях ввысь — жена Глаголева
- 1924 — В дебрях быта (короткометражный) — бабушка
- 1925 — Дорога к счастью — Арина
- 1925 — Его призыв — бабушка Катя
- 1925 — Кирпичики — Сидоровна
- 1926 — Крепыш — мать Крепыша
- 1926 — Машинист Ухтомский — Сапожникова
- 1926 — Последний выстрел (среднеметражный) — бабка Лукерья
- 1927 — Дон Диего и Пелагея — Пелагея Дёмина
- 1928 — Василисина победа — бабушка Зайчиха
- 1928 — Два соперника — мать Фирсова
- 1929 — За ваше здоровье (короткометражный)
- 1929 — Матрос Иван Галай — мать
- 1932 — Встречный — жена мастера Бабченко
- 1933 — Интернационал (монтажный, короткометражный) — в используемых фрагментах
- 1935 — Крестьяне — эпизод
- 1935 — Подруги — Фёкла Петровна
- 1936 — Искатели счастья — Двойра
- 1937 — Дочь Родины — бабка Марфа
- 1938 — Новая Москва — бабушка